# 雙帶烏尾鮗
雙帶鱗鰭梅鯛，又稱雙帶烏尾鮗，俗名烏尾冬仔，為輻鰭魚綱鱸形目烏尾鮗科的其中一個種。

## 分布
本魚分布於西太平洋區，包括馬來西亞、印尼、越南、台灣、中國、日本、菲律賓、新幾內亞、新喀里多尼亞、澳洲北部等海域。

## 深度
水深3至50公尺。

## 特徵
本魚背面紫藍色，腹面呈淡紅色，因在體側具兩條黃色縱帶，故名；其中一條起自頭頂而止於背鰭末端，另一條則起自吻上方經眼睛上緣而達尾柄末稍。尾鰭深分叉且在上下葉末端有明顯的黑斑。頰部有鱗4列，側線上方到背鰭中央硬棘有鱗4列，側線鱗片數68至76枚。背鰭硬棘10枚、軟條15枚；臀鰭硬棘3枚、軟條12枚。體長可達30公分。

## 生態
本魚常在岩礁或珊瑚礁區成群游動覓食，屬肉食性，以動物性浮游生物為食。產卵期在春天，常為追逐網捕獲。

## 經濟利用
為美味的食用魚，可鹽醃煎食或紅燒。